# 塩月桃甫

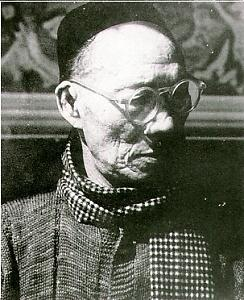
塩月桃甫

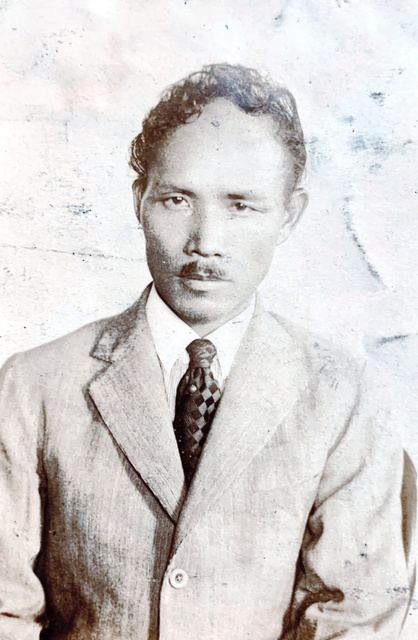
塩月桃甫

塩月 桃甫（しおつき とうほ、1886年2月27日 - 1954年1月30日）は、宮崎県出身（出生地：宮崎県児湯郡三財村）の画家である。本名は永野善吉。日本統治時代の台湾に、初めて西洋美術を広め、台湾美術展覧会を開くなど、台湾の美術界に大きく貢献したことで知られる。宮崎師範学校、東京美術学校（図画師範科）卒業。台湾に渡ったのは1921年（35歳の時）であり、以後25年間にわたり台湾で活躍し、台北高等学校でも図画科教師を務めた。1953年、宮崎県文化賞受賞。
主な作品に「蕃人舞踊団」（宮内庁所蔵）「裸婦」「舞妓」（いずれも宮崎県立美術館所蔵）などがある。